# Hete bliksem
Hete bliksem – tradycyjna potrawa kuchni holenderskiej z grupy stamppotów o słodko-kwaśnym smaku, przyrządzana z ugotowanych w równych proporcjach ziemniaków i jabłek, podawana razem z kawałkami usmażonego wędzonego boczku. Spożywana na terenie całej Holandii w wielu wariantach.
W Groningen terminem tym określa się też piękną kobietę. 
W kuchni niemieckiej podobna potrawa z ziemniaków i jabłek nazywa się Himmel und Erde.

## Składniki
Podstawowe składniki obejmują: ziemniaki, słodkie i kwaśne jabłka, boczek wędzony, masło, sól i pieprz czarny do smaku.

## Przygotowanie
Potrawę przygotowuje się z obranych ziemniaków, pokrojonych na grube plastry i następnie podzielonych na 4 części, oraz obranych jabłek, pozbawionych środka i pokrojonych na ósemki. Składniki wkłada się do obszernego garnka z wołowym bulionem. Można również ziemniaki włożyć do niedużej ilości gotującej się wody, podgotować przez około 10 minut, po czym ułożyć na nich warstwę jabłek, dodać trochę masła oraz sól i cukier do smaku i gotować dalej przez około 20 minut aż do miękkości. W przypadku wersji z bulionem najpierw na dnie układa się warstwę ziemniaków, a na nich kładzie się warstwę jabłek, tak aby tylko ziemniaki były przykryte. Po ugotowaniu, które trwa około 25 minut, dodaje się dużo świeżo zmielonego czarnego pieprzu, sól i kawałek masła. Całość należy dokładnie wymieszać, ale nie ubijać.
Do przygotowania można użyć zarówno ziemniaków rozgotowujących się, jak i nie rozgotowujących się podczas gotowania. Najlepiej wykorzystać dwa rodzaje jabłek, słodkie (np. ‘Golden Delicious’) i kwaśne (np. złota ‘Reneta’ o solidniejszym miąższu). 

### Proporcje
Potrawę sporządza się z równych wagowo ilości ziemniaków i kwaśnych jabłek. W przepisie 1/3 kwaśnych jabłek można zastąpić jabłkami słodkimi lub gruszkami, a zostanie uzyskana bardziej gładka konsystencja, np. 1,5 kg ziemniaków, 1 kg złotych renet, 1/2 kg jabłek słodkich, 400 ml bulionu wołowego i 300 g boczku wędzonego.

## Podawanie
Potrawę podaje się na gorąco razem z kawałkami osobno usmażonego boczku wędzonego. Zamiast z boczkiem potrawę można serwować z upieczoną bloedworst lub kawałkami upieczonej kiełbasy o nazwie rolpens czy plastrami smażonej wątróbki.

## Warianty
Do potrawy można dodatkowo dodać cebulę poddaną karmelizacji.
Słodkie jabłka, stanowiące 1/3 całkowitej ilości jabłek, mogą zostać zastąpione gruszkami (tzw. blauwe bliksem).